# 志水三喜郎
志水 三喜郎（しみず みきお）は、日本の漫画家。

## 作品

### 漫画
- 『本田宗一郎青春伝』（週刊ヤングジャンプ増刊号 / 1989年10月、集英社刊）
- 『ナイーヴ』1-5巻（隔週刊ヤングキング / 1987年 - 1990年、少年画報社刊）
- 『WINDYS』1、2巻（隔週刊ヤングキング / 1990年 - 1991年、少年画報社刊）
- 『志水三喜郎作品集 ノー・ダメージ』（1990年、日本文華社刊）
- 『No DAMAGE』（書き下ろし）
- 『桃丸だよ』（1-3話 / 集英社ヤングジャンプ増刊ベアーズクラブ）
- 『東京ゴージャスライフ』（男のコミック）
- 『僕改造計画』（男のコミック）
- 『炸裂館顛末』（ヤングジャンプ増刊青春号）
- 『弾丸チャリンカーズ』（ヤングジャンプ増刊青春号）
- 『河童』（集英社ヤングジャンプ増刊ベアーズクラブ）
- 『屋台BAR物語』1、2巻（原作・京橋みなみ、週刊ヤングジャンプ増刊号、集英社刊）
- 『浅草三代目フライパン物語』1-3巻（原作・西ゆうじ、週刊漫画アクション、双葉社刊）
- 『ダークホース・カフェ』1、2巻（原作・大塚南、隔週刊アクションピザッツ、1995 - 1996年、双葉社刊）
- 『新ソムリエ 瞬のワイン』1-8巻（原作・城アラキ、監修・堀賢一、隔週刊MANGAオールマン、2000 - 2002年、集英社刊）
  - 文庫本化にて1-6巻（単行本1-8巻収録の堀賢一氏によるコラム「ワインの自由」未収録）
- 『幸福のディッシュ』（原作・青木健生、別冊週刊漫画TIMES、2004 - 2005年、芳文社刊）

### 入選作品
•『飛ぶな・・・』（ガロ11月号No213　1981年　青林堂刊）

### その他
- 『突撃機動捜査隊BOON』（『JICC出版局』宝島社刊、週刊少年宝島、1986年12月 - 1987年2月）